# SBS 5 뉴스
《SBS 5 뉴스》(SBS 5 NEWS)는 대한민국 SBS에서 매주 평일 새벽 5시에 방송되었던 SBS의 아침뉴스 프로그램이다. 2012년 10월 29일부터 SBS의 2012년 가을 개편으로 SBS가 24시간 방송을 실시하면서 굿모닝 510과 함께 매일 새벽 5시에 신설되어 10분간 방송되었다. 그러다가 2013년 10월 14일부터 편성이 평일로 축소되었다. 이후 2016년 12월 30일에 SBS의 2017년 새해 개편으로 굿모닝 510과 함께 종영되었다.

## 방송 시간
- 현재 방송 시간은 2013년 10월 14일부터를 기준으로 한다.

| 방송 채널 | 방송 기간                           | 방송 시간                            |
| --------- | ----------------------------------- | ------------------------------------ |
| SBS TV    | 2012년 10월 29일 ~ 2013년 10월 13일 | 매일 새벽 5시 ~ 새벽 5시 10분 (10분) |
| SBS TV    | 2013년 10월 14일 ~ 2016년 12월 30일 | 평일 새벽 5시 ~ 새벽 5시 10분 (10분) |

## 개요
- NEXT의 멘트로는 SBS 5시 뉴스와 앵커의 멘트로는 SBS 뉴스로 표현되었다.[1]
- 본래 이 시각 주요뉴스도 전해주었으나 2013년 2월 25일에 폐지되었다.

## 앵커
- 이병희 (여) - SBS의 아나운서팀 차장
- 박은경 (여) - SBS의 아나운서팀 차장
- 김선재 (여) - SBS의 아나운서
- 이혜승 (여) - SBS의 아나운서
- 박찬민 (남) - SBS의 前 아나운서팀 차장

### 역대 앵커

#### 평일
| 역대 | 진행자                    | 진행 기간                           | 비고  |
| ---- | ------------------------- | ----------------------------------- | ----- |
| 1대  | 김주우 아나운서           | 2012년 10월 29일 ~ 2015년 2월       |       |
| 2대  | 이병희 아나운서팀 차장    | 2015년 2월 23일 ~ 2016년 12월 26일  | [ 2 ] |
| 2대  | 박은경 아나운서팀 차장    | 2015년 2월 24일 ~ 2016년 12월 27일  | [ 3 ] |
| 2대  | 김선재 아나운서           | 2015년 2월 25일 ~ 2016년 12월 28일  | [ 4 ] |
| 2대  | 김윤상 아나운서           | 2015년 2월 26일 ~ 2016년 10월 20일  | [ 5 ] |
| 2대  | 유혜영 아나운서           | 2015년 2월 27일 ~ 2015년 11월 20일  | [ 6 ] |
| 3대  | 최혜림 아나운서           | 2015년 11월 27일 ~ 2016년 12월 15일 | [ 7 ] |
| 4대  | 박찬민 前 아나운서팀 차장 | 2016년 10월 28일 ~ 2016년 12월 30일 | [ 8 ] |
| 5대  | 이혜승 아나운서           | 2016년 12월 22일 ~ 2016년 12월 29일 | [ 9 ] |

#### 주말
| 역대 | 진행자          | 진행 기간                          | 비고 |
| ---- | --------------- | ---------------------------------- | ---- |
| 1대  | 조정식 아나운서 | 2012년 11월 3일 ~ 2013년 10월 13일 |      |

## 날씨
- 전소영 기상캐스터

## 타이틀 변천사
현재 타이틀은 2012년 10월 29일을 기준으로 한다.
| 역대 | 타이틀     | 방송 기간                           |
| ---- | ---------- | ----------------------------------- |
| 1기  | SBS 5 뉴스 | 2012년 10월 29일 ~ 2016년 12월 30일 |

## 같이 보기
- KBS 5시 뉴스(KBS 1TV)
- MBC 뉴스 (500)(MBC TV)